# Kuželové zobrazení

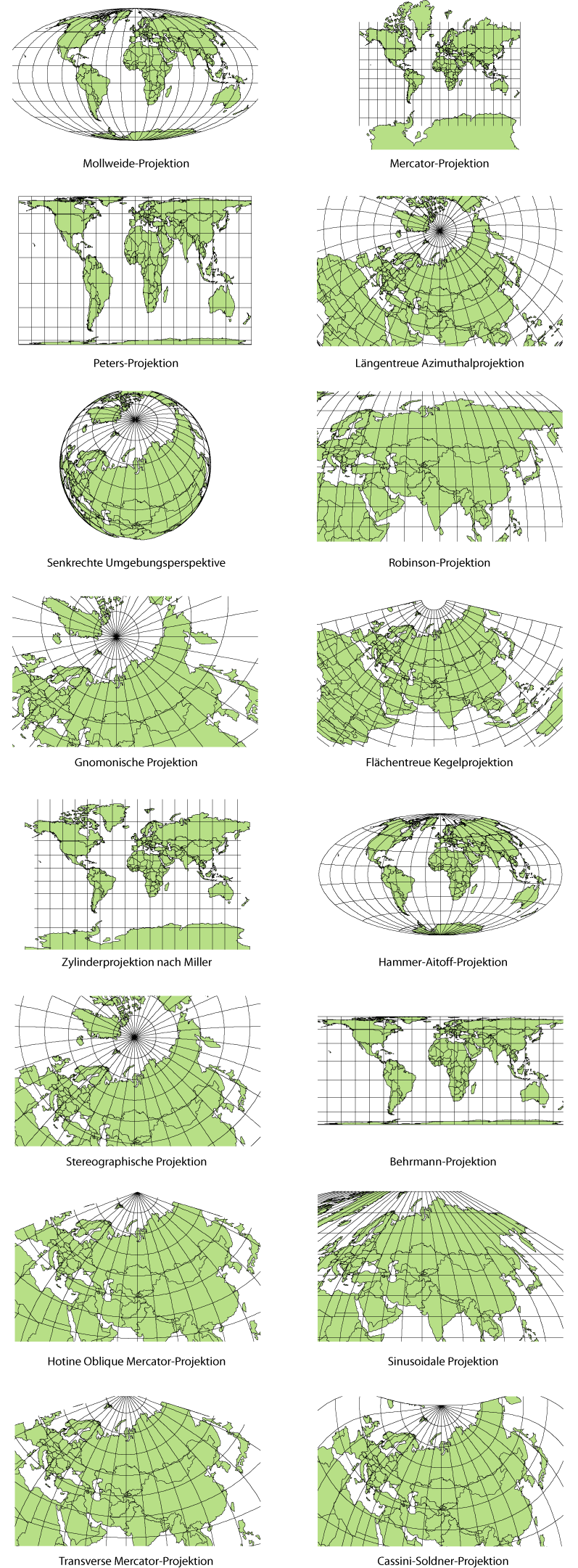
Mapová zobrazení

Kuželové zobrazení je jedním z typů kartografického zobrazení, které je pojmenované podle zobrazovací plochy. Kromě kuželového zobrazení existuje azimutální a válcová zobrazovací plocha. 
Mimo zobrazovací plochy se jednotlivá kartografická zobrazení liší i podle konstrukční osy (pólové, polární, transverzální nebo obecné).